# 李汉基
李汉基（韓語：이한기；1917年9月5日—1995年2月2日），大韩民国的学者。东京帝国大学法学部毕业，留学美国哥伦比亚大学，1969年在首尔大学获得法学博士学位。1952年开始担任首尔大学法律学院教授，教授国际法，曾任第8任首尔大学的法律大学校长职务。
1980年至1982年曾任监查院长，1987年曾短暂担任国务代总理。著作有《國際法新講》(국제법신강)。
1984年韩日文化交流基金成立时开始担任理事长，为了疗养和参观访问日本宫崎县南部村庄(又称百济村)举行的百济文化祭，在鹿儿岛县因心脏麻痹而死亡。